# Nynorsk

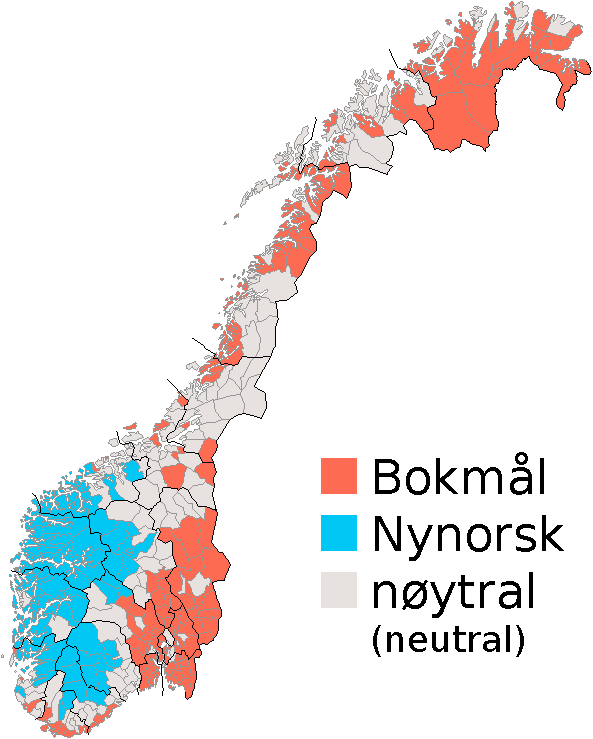
Geograficzny zasięg występowania odmian języka norweskiego

Nynorsk („nowonorweski”) – jeden z dwóch oficjalnych standardów piśmienniczych języka norweskiego. Drugim standardem jest znacznie bardziej popularny bokmål.
Nynorsk wywodzi się ze standardu zwanego landsmålem („język krajowy”), który został opracowany przez Ivara Aasena na bazie gwar ludowych zachodniej części Norwegii (głównie Vestlandet, środkowej części Østlandet, Trøndelag i południowej części Nordland), jako według niego najbardziej reprezentatywnych dla „prawdziwego” (pozbawionego wpływów duńskich) języka norweskiego. Efektem badań tychże gwar były wydane przez Aasena książki opisujące „język kraju”: Det norske Folkesprogs Grammatik (1848), Ordbog over det norske Folkesprog (1850) oraz Prøver af Landsmålet i Norge (1853).
Na podstawie Zarządzenia o równouprawnieniu landsmål został w 1885 uznany wraz z riksmålem za język urzędowy Norwegii. Od 1892 władze lokalne miały możliwość same wybierać główny język urzędowy na swoim terenie i decydowały o podstawowym języku nauczania. W 1929 został zmodyfikowany i nazwany nynorsk. Funkcjonowanie dwóch odrębnych języków stawało się coraz większym problemem dla państwa i społeczeństwa, w związku z czym podejmowano liczne ich reformy (1862, 1877, 1885, 1893, 1901, 1907, 1910, 1917, 1938, 1942, 1958, 1972/73, 1981, 2002, 2005, 2012), które miały na celu zbliżyć je do siebie (samnorsk), ale były z oporem przyjmowane przez różne grupy. Konflikt pomiędzy zwolennikami obu wariantów był ostry do II wojny światowej. Do końca wojny rosło znaczenie nynorsk, jednak po niej nastąpiło odwrócenie tego trendu. Niewielkie reformy wprowadzane po II wojnie światowej skupiły się głównie na dopasowaniu reguł do języka powszechnie mówionego, który za sprawą mediów, klasy średniej i mieszkańców dużych miast najbardziej przypomina bokmål. Obecnie standardu nynorsk języka norweskiego używa 10–15% mieszkańców Norwegii. W nynorsk pisze Jon Fosse, laureat Nagrody Nobla w dziedzinie literatury w 2023.